# 比马大战记
《比马大战记》是龚鼎的漫画，2011年9月1日影文传（香港）出品。是以中国漫画家的生活为题材的长篇青年漫画。被叫国内版《食梦者》
，在2011年9月1日的一年多前就在网上连载。